# チョコレートコスモス (小説)
『チョコレートコスモス』は、恩田陸の長編青春小説。

## 概要
演劇のオーディションを舞台とする群像劇であり、『ガラスの仮面』へのオマージュであることが語られている。「サンデー毎日」に2004年6月27日号から2005年8月7日号まで連載された。

## あらすじ
東響子は華やかな容姿と確かな演劇力を備え、「天才」の名をほしいままにしている若手女優。しかしながら「芝居の本当の面白さを知らない」という悩みがあり、一度そこへ足を踏み入れたら後には引けないと考えていた。そんな響子のもとに、伝説の映画プロデューサー、芹澤泰次郎が20年ぶりに演劇界へ復帰し、大規模なオーディションを開催するという話が届く。響子は芹澤のオーディションに参加したいと望むが、残念ながら彼女が呼ばれることはなかった。響子は芹澤に直談判すべく、会場へ向かう。
一方、佐々木飛鳥はある日公園で練習していた劇団に飛び入り参加し、同劇団の旗揚げ公演で初舞台を踏む。常人離れした才能は演劇関係者たちを驚かせ、飛鳥は自分が本当に芝居がしたいのかどうかもわからないまま、芹澤のオーディションを受けることになる。

## 登場人物
東 響子
女優。芸能一家に生まれたサラブレッド。名子役と言われた時代を経て、今では演劇界きってのスターとなっている。
佐々木 飛鳥
演劇を始めて間もない女子大生。風貌こそ地味だが天性の才能を持ち、芹澤のオーディションに参加。幼いころから空手をやっていて身体能力が高い。
芹澤 泰次郎
映画プロデューサー。元は芝居をやっていたが完璧主義が昂じて映画界に転身した。年齢は70歳前後。
宗像 葉月
女優。ここ数年急速に実力を伸ばしていた。響子とは親せきで、プライベートでも交流がある。
安積 あおい
大手芸能事務所所属のアイドルで、小松崎の舞台で響子と共演。あどけない容姿とは裏腹に野心家。
小松崎 稔
俳優兼演出家。学生時代に率いた小劇団で注目を集め、演劇界に多大な影響を与えた。性格は天邪鬼。
神谷
脚本家。会社員をしながら古巣の劇団のために脚本を書いていたが、徐々に人気が出てきて専業作家に転身。自宅の机では作品を書き出せないという癖がある。

## 書籍情報
- 単行本：2006年3月、毎日新聞出版、ISBN 978-4-62-010700-4
- 文庫本：2011年6月、角川文庫、ISBN 978-4-04-371003-4